# Aud
Aud, (fornvästnordiska Auðr  "välstånd") är son till den personifierade natten, Natt, och hennes make Nagelfare. Aud omtalas endast i Snorres Edda; den avhandling om poetik som Snorre Sturlasson skrev i början av 1220-talet. Verket innehåller mytologiska avsnitt, eftersom sådan kunskap enligt Snorre var nödvändig för att förstå den gamla diktkonstens kenningar. Aud tillhör en liten grupp av mytologiska gestalter som endast förekommer hos Snorre och som därför har misstänkts vara hans eget påhitt. Som enda källa för Aud åberopar Snorre en helmingr av Hallfred vandrädaskald, där jättinnan Jord sägs vara Auds syster. Halvstrofen finns bara i handskrifter av Snorres Edda.

## Källtexterna

### Gylfaginning
Auds släkt redovisas i Gylfaginning 10:
| Nörve eller Narve hette en jätte, som bodde i Jotunheim. Han hade en dotter som hette Natt. Hon var svart och dunkel som hon hade påbrå till. Hon gifte sig med en man som hette Nagelfare, och deras son hette Aud. Därnäst gifte hon sig med en som hette Onar; deras dotter hette Jord. Sist blev hon gift med Delling som var av asarnas ätt. Deras son var Dag. Han var ljus och fager efter sin fader. | Nǫrfi eða Narfi hét jǫtunn er bygði í Jǫtunheimum. Hann átti dóttur er Nótt hét. Hon var svǫrt ok døkk sem hon átti ætt til. Hon var gipt þeim manni er Naglfari hét. Þeira son hét Auðr. Því næst var hon gipt þeim er Annarr hét. Jǫrð hét þeira dóttir. Síðarst átti hana Dellingr, var hann Ása ættar. Var þeira son Dagr. Var hann ljóss ok fagr eptir faðerni sínu. |  |

### Skáldskaparmál
I Skáldskaparmál 24 tar Snorre upp frågan vilka kenningar man skall ha för jorden.
| Hur skall man känneteckna jorden? Man kallar den Ymers hull och Tors moder, Onars dotter, Odens brud, Friggs, Rinds och Gunnlöds medhustru, Sivs svärmor, väderhallens golv och botten, landdjurens hav, Natts dotter, Auds och Dags syster. | Hvernig skal jǫrð kenna? Kalla Ymis hold ok móður Þórs, dóttur Ónars, brúði Óðins, elju Friggjar ok Rindar ok Gunnlaðar, sværu Sifjar, *gólf ok botn veðra hallar, sjá dýranna, dóttir Náttar, systir Auðs ok Dags. |  |

Som exempel på kenningen "Auds syster" ger Snorre i samma kapitel ett utdrag ur Hallfred vandrädaskalds Hákonardrápa (drapa om Håkon jarl Sigurdsson):
| Villigt ej heller välska valspjuts hämnare lämnat Auds syster ensam den väna: all jord till guldödslarn faller. | Því hygg fleygjanda frægjan —ferr jǫrð und menþverri— ítra eina láta Auðs systur mjǫk trauðan. |  |

"Auds syster" (Jord) är i dikten en symbol för Norge.
I de flesta fall är namnet Aud (Auðr) i den fornisländska litteraturen ett kvinnonamn. I Namntulorna är det också ett  heite för oxe, troligen med betydelsen "rikedom".